# Hertekamp (wielerploeg)
Hertekamp was een Belgische wielerploeg.

## Historiek
De ploeg werd opgericht in 1969 en opgeheven in 1988, gesponsord door het gelijknamige jenevermerk.
De ploeg begon in 1969 op fietsen van het merk Novy, een bedrijf dat destijds de fiets- met de keukenindustrie combineerde. In 1973, na onenigheid tussen de sponsors, haakte Novy af en reed de ploeg verder op Plume Vainqueur-fietsen. Ook deze samenwerking hield maar vijf jaar stand, waardoor sinds 1978 terug op Novy-fietsen werd gereden.

## Bekende wielrenners
- Willy Abbeloos
- Auguste Badts
- Dirk Baert
- Herman Beysens
- Richard Bukacki
- Erné De Blaere
- Marc De Block

- Paul De Brauwer
- José De Cauwer
- René De Clercq
- Maurice Dury
- Georges Pintens
- Noël Vanclooster
- Robert Van Lancker

- Rik Van Linden
- Noël Vantyghem
- Willy Vekemans
- Frans Verhaegen
- Theo Verschueren
- Isidore Weemaes